# Херман Лауро
Херман Люхан Лауро (ісп. Germán Luján Lauro; 2 квітня 1984) — аргентинський легкоатлет, що спеціалізується у штовханні ядра і метанні диска. Багаторазовий переможець і призер континентальних спортивних змагань, олімпієць.

## Виступи на Олімпіадах
| Олімпіада           | Дисципліна     | Місце |
| ------------------- | -------------- | ----- |
| Пекін 2008          | штовхання ядра | 32    |
| Лондон 2012         | штовхання ядра | 6     |
| Лондон 2012         | метання диска  | 37    |
| Ріо-де-Жанейро 2016 | штовхання ядра | 19    |